# Ascosphaera atra
Ascosphaera atra är en svampart som beskrevs av Skou & K. Hackett 1979. Ascosphaera atra ingår i släktet Ascosphaera och familjen Ascosphaeraceae.   Inga underarter finns listade i Catalogue of Life.